# Алексіс Соєр
Алексіс Бенуа Соєр (4 лютого 1810 — 5 серпня 1858) — французький шеф-кухар, філантропом, письменником і винахідником, який заробив собі репутацію у Вікторіанській Англії.
Алексіс народився на північному сході Франції, навчався на шеф-кухаря в Парижі та швидко побудував кар'єру, яка була зупинена Липневою революцією 1830 року. Переїхавши до Англії, до 1837 року він працював на кухнях королівської сім'ї, аристократії та джентрі. Потім його призначили головним шеф-кухарем «Клубу реформ» у Лондоні, де він розробив кухні в радикальних сучасних лініях і прославився різноманітністю та досконалістю своєї кулінарії. Його найвідоміша страва, котлети з баранини Reform, залишилася в меню клубу з 1840-х років і була підхоплена пізнішими шеф-кухарями від Жоржа Оґюста Ескоф'є до Прю Лейт.
Соєр став відомим автором кулінарних книг, спрямованих по-різному для величних кухонь аристократії, домогосподарств середнього класу та найбідніших сімей, раціон яких він прагнув покращити. Він дуже цікавився охороною здоров'я, і коли у 1840-х роках в Ірландії почався картопляний голод, він поїхав до Дубліна та створив кухню, яка могла годувати 1000 людей на годину. Він опублікував рецепти недорогих і поживних страв і розробив дешевші альтернативи хлібу. Він залишив реформу в 1850 році і спробував утвердитися незалежним, але його підприємство провалилося і втратило багато грошей.
Під час Кримської війни до Лондона доходили повідомлення про поневіряння, яких зазнали британські солдати, про розповсюдження хвороб і брак їжі. На прохання британського уряду Сойер поїхав до Криму в 1855 році і працював з першопрохідцем Флоренс Найтінгейл, щоб покращити умови для військ. Алексіс подбав про те, щоб у всіх частинах армії були призначені кухарі, корисні рецепти та засоби для правильного приготування їжі, зокрема винайдена ним портативна плита Soyer, яка з модифікаціями понад століття використовувалася в армії. У Криму Соєр тяжко захворів. Він так і не зміг повністю відновити своє здоров'я. Трохи більше ніж через рік після повернення до Лондона в 1857 році він помер від інсульту.

## Життя і кар'єра

### Ранні роки
Соєр народився 4 лютого 1810 року в Мо-ан-Брі на північному сході Франції. Він був наймолодшим із п'ятьох дітей, хлопчиків, Емері Роше Соєра та його дружини Марі Мадлен Франсуази, уродженої Шамберлан. Мо був оплотом гугенотів і зберіг репутацію релігійної терпимості. Емері Соєр і його дружина, які, як вважають, були протестантами, оселилися в місті 1799 року. Емері працював на кількох роботах, в тому числі бакалійником, і заробляв на скромне життя.
Молодість Соєра недостатньо задокументована. За його першими біографами, Франсуа Волантом і Дж. Р. Ворреном, хлопчик був призначений батьками для протестантського служіння і у віці дев'яти років був відправлений до місцевої семінарії. У розповіді Воланта та Воррена Соєр повстав проти клаустрофобного середовища семінарії та навмисно спромігся виключити, подзвонивши опівночі в церковний дзвін, викликавши загальну тривогу в місті. Пізніші біографи розходяться щодо правдоподібності цієї розповіді: Рут Брендон (2004) вважає історію неймовірною; Рут Ковен (2006) не відкидає її, але зазначає, що не збереглося жодних шкільних записів про Соєра; Елізабет Рей в Оксфордському Національному біографічному словнику (2011) трактує історію як правдиву.
У 1821 році Сойєра відправили до Парижа, де він жив зі своїм старшим братом Філіпом, який був кухарем. Філіп влаштував його на стажування до ресторану свого друга, Георга Ріньйона, спочатку на вулиці Вів'єн, неподалік від Euronext Paris, а згодом переїхав на Італійський бульвар. У 1826 році Соєр пішов працювати другим шеф-кухарем у «Maison Douix», великий ресторан, що розіщувався далі по бульвару Італійців. За рік його підвищили до шеф-кухаря з командою з дванадцяти шеф-кухарів під його керівництвом.
Наприкінці десятиліття Соєр почав працювати самостійно, влаштовуючи грандіозні та гучні банкети в аристократичних домівках. Його кар'єру в Парижі зупинила Липнева революція 1830 року. За деякими даними, він готував їжу в міністерстві закордонних справ Франції на бенкеті, організованому головним міністром Франції Жулем де Поліньяком, коли туди увірвався озброєний натовп. Соєр не постраждав, але після революції його зв'язок із занепалою аристократією Бурбонів зробив його persona non grata і позбавив роботи. За пропозицією брата Філіпа він переїхав до Англії. Він залишив по собі молоду жінку, Аделаїду Ламейн, і нещодавно народженого сина.

### Лондон
До моменту революції 1830 року у Франції Філіп Соєр уже кілька років жив і працював у Лондоні. Існувала давня традиція, коли французькі кухарі працювали в будинках багатих і могутніх британців. Серед відомих кухарів, які переїхали з Франції до Англії на початку ХІХ століття, були Луї Есташ Уде та Марі-Антуан Карем. Філіп був шеф-кухарем герцога Кембриджського, сина Георга III, у Кембридж-гаусі, маєтку герцога на Пікаділлі. На початку 1831 року Філіп влаштував братові молодшу посаду на кухню Кембридж-гаусу.

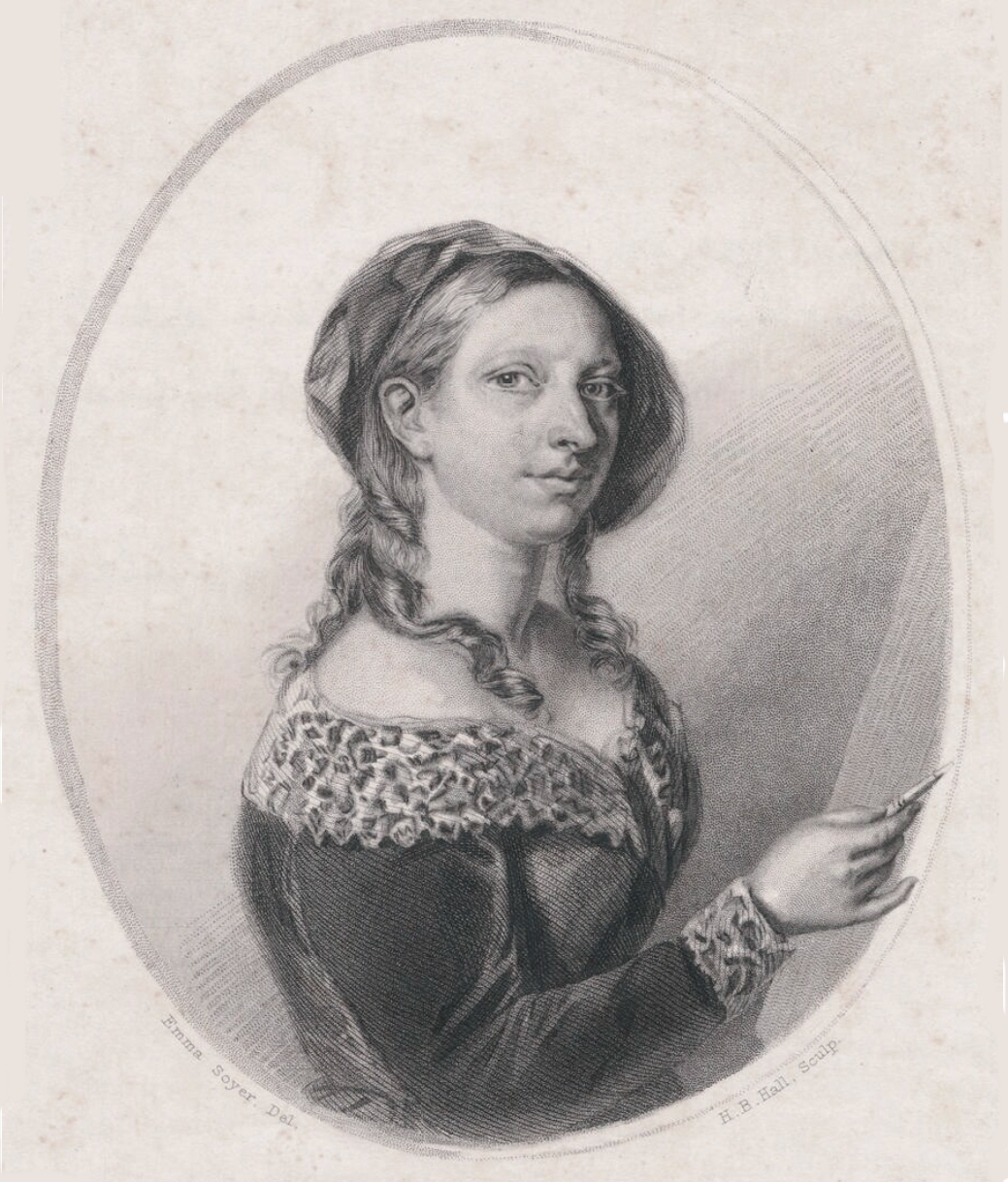
Емма Соєр: автопортрет, гравюра Г. Б. Голла

Протягом наступних шести років Соєр переходив з посади на посаду. Він став су-шефом 2-го маркіза Вотерфорда, а потім, у 1833 році, 1-го герцога Сазерленда, чия лондонська резиденція Стаффорд-гаус (нині Ланкастер-гаус) вважалася найвеличнішою в столиці. Герцог помер у липні того ж року, і Стаффорд-гаус перейшов до його сина. Дружина останнього, Гаррієт, була вігською господинею і прихильницею ліберальних ідей; вона залишалася другом і прихильницею Соєра протягом усього його життя.
Соєр отримав своє перше призначення головним кухарем у британському закладі в родині Вільяма Ллойда, багатого землевласника, який утримував міський будинок на Верхній Брук-стріт, Мейфер, але основною резиденцією якого був Астон-гол у Шропширі. Соєр працював на родину Ллойдів понад три роки, ставши добре відомим серед шропширських джентрі, які навперебій відволікали його від Ллойдів, але мусили задовольнятися позичанням його послуг для важливих подій. Під час роботи в Ллойдів він вирішив замовити свій портрет Франсуа Симоно, бельгійському художнику та вчителю, який проживав у Лондоні. За деякими даними, він мав намір надіслати портрет Аделаїді Ламен у Париж, але в майстерні Сімоно він зустрів падчерку та ученицю художника (Елізабет) Емму Джонс, у яку закохався. Симоно був незадоволений — «Звичайний кухар!» — але роман продовжувався.
На початку 1836 року Соєр залишив Ллойдів, щоб найнятися на кухню 1-ї маркіза Айлзи в Будинку Св. Маргарет поблизу Твікенгема, великої резиденції на березі річки. Айлза також мав будинок у центрі Лондона в Таємному саду в Вайтголлі. Він був гурманом, видатним вігом і масоном. Можливо, саме він познайомив Соєра з масонством, членом якого він став на все життя. Айлза дуже активно цікавилася кухнею, детально обговорюючи меню з Соєром, і мав залишитися другом і прихильником, коли через рік Соєр змінив роботу.

### «Клуб реформ»
12 квітня 1837 року Соєр та Емма Джонс одружилися в церкві Святого Георгія на Ганноверській площі. Одним зі свідків був друг Сойєра Уде, на той час найвідоміший шеф-кухар Лондон. Соєр заохочував розквіт мистецької кар'єри своєї дружини, і вона продовжувала виставляти та продавати свої картини.
Приблизно в той самий час Соєр був призначений шеф-кухарем нещодавно заснованого «Клубу реформ», ліберально налаштованого суперника правого «Карлтон-клубу», розташованого неподалік. Новий клуб тимчасово базувався на Пел-Мел, тоді як спеціально побудовані постійні приміщення були побудовані далі вздовж тієї ж вулиці. Елізабет Девід коментує призначення Соєра:
28 червня 1838 року була коронована королева Вікторія. У день коронації «Клуб реформ» влаштував грандіозний сніданок для 2000 членів і гостей. Соєр подає déjeuner à la fourchette — шведський стіл — серед інших страв: Іншими стравами шведського столу, як записав Ковен, були «ніжна риба в прозорих аспіках, соковиті голуби, загорнуті у виноградне листя, лосось у кондитерських коробках і крихітні масляні крустади, наповнені омарами, устрицями і ретельно змішаними паштетами».
| Bouillon aux œufs () Eperlans en brochettes (мальк на шпажках) Galantine de volaille (курка без кісток і рулету) Jambon à la gelée (заливна шинка) Pâté de pithiviers (паштет із жайворонка) | Salade à la jardinière (садовий салат) Truffes au vin de champagne (кульки з шинки, телятини і трюфеля, приготовані в шампанському) Pannequets au confiture (млинці з варенням) Tartes sucrées (солодкі тарталетки) Fruits et dessert (фрукти і десерт) |

Інші страви у буфеті, як записав Ковен, були «делікатною рибою в прозорому заливному вигляді, соковитими голубами, загорнутими у виноградне листя, лосось у тістечках і крихітні вершкові крустади з омарами, устрицями та ретельно змішаними паштетами».
Кухні Соєра в клубі були найбільш обговорюваними в країні та стали туристичною визначною пам'яткою. The Morning Chronicle прокоментувала, що Британський музей, Вестмінстерське абатство та інші туристичні пам'ятки затьмарили кухні Соєра в «Клубі реформ».

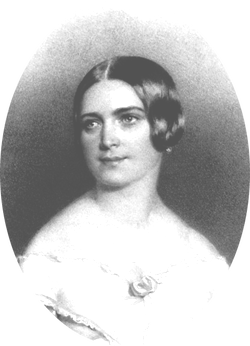
Фанні Черріто, 1842

Кухні використовували різні види палива: вугілля, деревне вугілля та газ — останнє стало головним нововведенням. М'ясо та дичину зберігали в коморі зі сланцевими стільницями та свинцевими ящиками для льоду, що підтримували прохолодну та постійну температуру. Риба зберігалася свіжою на мармуровій плиті під постійним струменем крижаної води. Головний кухонний стіл був великим і дванадцятигранним; у його центрі знаходилася металева шафа з паровим підігрівом, в якій можна було зберігати делікатесні страви гарячими. Стіл був побудований навколо чотирьох центральних колон кухні, до яких Соєр прикріпив невеликі шафки, де зберігалися спеції, сіль, свіжа зелень, панірувальні сухарі та соуси в пляшках, які було зручно тримати під рукою шеф-кухарю та його молодшим працівникам. Девід зазначає, що серед молодших кухарів Сойєра були жінки, що було незвично.
У 1842 році на запрошення Леопольда I, короля Бельгії, Соєр відвідав Брюссель. Під час його відсутності у дружини стався викидень і вона померла. Він був засмучений і, за словами Рея, «ніколи не повністю оговтався від свого горя та провини через те, що залишив дружину одну». Він замовив меморіальну статую і поринув у роботу, ставши ще більш зайнятим. У 1844 році він знову закохався, цього разу в танцівницю балету Фанні Черріто, з якою він розпочав amitié amoureuse  яка тривала до кінця його життя.
Найвідоміша страва Соєра, яка все ще є в меню клубу в 2023 році, це côtelette d'agneau Réforme — котлети з баранини «Реформа» — смажені котлети з баранини в паніровці, що подаються з пікантним соусом «Реформа». Його оригінальний рецепт, опублікований у 1846 році, налічує понад 500 слів. Пізніші шеф-кухарі, зокрема Жорж Оґюст Ескоф'є, а нещодавно Віктор Чесерані, Марк Гікс та Прю Лейт, включили цю страву до свого репертуару. Рецепт Ескоф'є значно коротший, ніж у Соєра, але обидва містять однакові основні інгредієнти, хоча Ескоф'є додає трюфелі.
Серед найуславленіших бенкетів, які Соєр влаштував для «Клубу реформ», був бенкет на честь візиту Ібрагіма-паші Єгипту в липні 1846 року. Тоді було подано чотири види супу; чотири з риби (сьомга, форель, калкана і мертави); тринадцять різних основних страв, включаючи куряче м'ясо, котлети з баранини, гострий террін з перепелів, молодого зайця та vol-au-vents ікри скумбрії; вісім видів печені (серед них каплун, качка, індичка та баранина); а потім блюдо, яке за звичаєм того часу пропонувало вибір як солоних, так і солодких страв: серед іншого, омарів з каррі, курячий салат або галантини з дичини, хрусткі тістечка з мигдалем і вишнями, пиріжки з праліне з абрикосами або желе з ананасів. Кульмінацією меню став десерт під назвою La Crème d'Égypte à l'Ibrahim Pacha: величезна піраміда з меренги та торта, наповнена ананасовим кремом і увінчана портретом батька головного гостя, Мухаммеда Алі-паші.
У 1846 році Соєр опублікував «The Gastronomic Regenerator» − «спрощену та абсолютно нову систему кулінарії з майже двома тисячами практичних рецептів …ілюстровану численними гравюрами» − твір обсягом понад 700 сторінок. За словами історика Еріка Куейла, книга мала «глибокий вплив на кулінарні та харчові звички кількох поколінь британців». Газета «Таймс» повідомила, що на підготовку книги у автора пішло десять місяців, і за цей час, окрім її написання, шеф-кухар «організував 25 000 обідів, 38 важливих бенкетів, які складалися з понад 70 000 страв, окрім того, щодня забезпечував 60 слуг, і приймаючи візити 15 000 незнайомців, які надто прагнули оглянути відомий вівтар великого Апіцького храму».

### Ірландія
Під час картопляного голоду в Ірландії, який почався в 1845 році, Соєр був серед тих, хто агітував за дії британського уряду, щоб полегшити голодну смерть. У «Таймс» він опублікував рецепти дешевого, але поживного супу, який можна було приготувати у великих кількостях, щоб нагодувати голодних. Він застосував теорію на практиці, спочатку в столовій кухні в Спіталфілдсі в Іст-Енді, де гугеноти-ткачі шовку збідніли через дешевий імпорт. Під тиском громадської думки парламент прийняв акт про дозвіл на створення в Ірландії кухонь. На прохання уряду Соєр попросив відпустку в «Клубі реформ» у 1847 році та поїхав до Дубліна, де влаштував кухню, здатну годувати тисячу людей на годину.
Рецепти Соєра були атаковані анонімним «Медікусом» конкуруючого «Атенського клубу», який стверджував, що «Кожен лікар і фізіолог знає, що органи травлення людини нездатні засвоювати достатню кількість поживних речовин для здоров'я або сили з будь-якої рідкої дієти». Лікар королеви, сер Генрі Марш, заявив, що, незважаючи на те, що рідкої дієти буде достатньо для дітей і дорослих, які працюють сидячими, робітникам також потрібна тверда їжа. У відповідь компанія «Соєр» надала тверді продукти харчування, такі як «горохова панада», яка, згідно з незалежним звітом, «коштує лише чверть ціни хліба, але при цьому в п'ять разів поживніша». У звіті зроблено висновок, що Соєр:
Перебуваючи в Ірландії, Соєр написав шестипенсову книгу «Благодійна кулінарія Соєра, або Регенератор бідняка» і пожертвував частину виручених коштів на благодійність.

### Повернення до Лондона

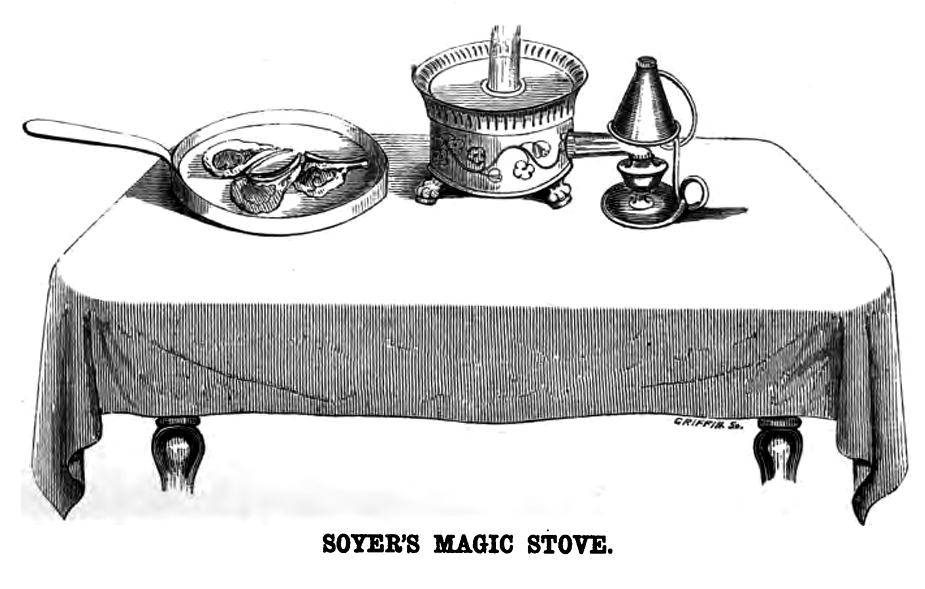

У 1849 році Соєр випустив те, що Рей називає «своєю найгеніальнішою продукцією», Soyer's Magic Stove, компактну плиту, за допомогою якої можна було готувати їжу за столом. The Morning Chronicle прокоментувала, що він, безумовно, був портативним: «весь апарат можна носити на дні капелюха». Це був розвиток попередніх пристроїв і отримав подальший розвиток після його часу: по суті подібний пристрій продовжує використовуватися в ресторанах. У своєму офісі він демонстрував аристократичним натовпам свою майстерність готувати на цій печі, яка мала великий розпродаж.
Окрім плити, Соєр випустив серію кухонних пристосувань, які стали попередниками багатьох сучасних кухонних приладів, а також продавав низку патентованих соусів і приправ. За словами Девіда, «Яку б новинку він не випускав — від нового соусу в пляшках до пари розтирачів птиці, від шестидюймової портативної настільної плити до газового апарату для смаження цілого бика — кожна лондонська газета, чимало провінційних, а часто й кілька паризьких журналів, — мали своє слово». Соєр ніколи не патентував свої винаходи, і тому заробив на них мало грошей. Його наступна книга «Сучасна домогосподарка» (1849), написана для читачів із середнього класу, була написана у формі листів між двома домогосподарками і, на думку Рея, тепер дає цікаве уявлення про домашнє життя того часу.

### Симпозіум доПантрофеону
У 1850 році Соєр вийшов з «Клубу реформ». Його запросили взяти участь у тендері на кейтеринг на Великій виставці, яка планувалася на наступний рік, але він вважав запропоновану роль занадто обмежувальною. Натомість він взяв в оренду Гор-гауз у Кенсінгтоні, навпроти місця проведення виставки, і створив там Гастрономічний симпозіум усіх націй. Це був не лише ресторан, але, за словами Рея, «місце чарівних розваг, сади, наповнені фонтанами, статуями та копіями семи чудес світу, і пропонували багато іншого, включаючи феєрверки, музику для танців, та інші галасливі забави». На симпозіум прийшла велика кількість відвідувачів, але Соєр був не таким хорошим бізнесменом, як шеф-кухарем, і націлився на не ту публіку. Коли він покинув «Клуб реформ», тамтешній друг порекомендував йому оселитися в ексклюзивному закладі, який обслуговує елітну клієнтуру. Натомість його клієнти в Гор-гаузі були переважно представниками нижчого соціального рівня, і шум і п'яна поведінка змусили місцеві суди позбавити Соєра ліцензії, змусивши його закрити симпозіум зі збитками у 7000 фунтів стерлінгів.
В останні дні симпозіуму з Соєром зв'язався Жан Алексіс Ламен, його син від Аделаїди Ламен. Вона померла у 1836 році, і Жан лише нещодавно дізнався, хто був його батьком. Вони зустрілися в Лондоні, і батько визнав свого сина (а згодом зробив його своїм спадкоємцем), хоча вони домовилися не афішувати їхні стосунки.
Після закриття симпозіуму Соєр почав відновлювати свою репутацію, взявшись за ще одне публічне завдання pro bono. Розгорнувся скандал навколо поставок м'ясних консервів Королівському флоту. Адміралтейство прийняло пропозицію Соєра дослідити деякі з банок. Він підтвердив висновки інших експертів про те, що постачальник використовував м'ясо, непридатне для вживання в їжу, і виявив, що методи консервування були неналежними, дозволяючи навіть доброякісному м'ясу розкладатися в консервній банці. Королівський військово-морський флот прийняв його рекомендації щодо постачання м'яса від перевірених постачальників, а також — після деякого офіційного опору з міркувань вартості — щодо використання менших банок, які гарантують, що м'ясо буде належним чином приготоване до відправки в центр.
Приблизно в той же час Соєр працював над іншою книгою. Це була наукова праця «Пантрофеон: Історія їжі та її приготування» (1853). Вона була виконана в зовсім іншому стилі, ніж його попередні книги, і майже повністю базувалася на французькому рукописі, який він придбав у його автора Адольфа Дюар-Фове, факт, який він тоді приховував. Соєр видалив деякі з більш сухих академічних уривків Дуарта-Фове; книга отримала схвальні відгуки, але добре вона не продавалася.
Слідом за «Пантрофеоном» Соєр написав твір у власному, жвавішому стилі: «Шилінгова кулінарія для людей» (1854), орієнтована на читачів із робітничого класу. Він розпочався з 37 рецептів супу, а далі охоплював різноманітні теми, починаючи від техніки приготування на грилі, відварювання та смаження до приготування риби, «важливих зауважень щодо біфштексів і румпштеків», м'ясних пудингів і пирогів, «загального уроку з приготування овочів», а також солодкі пироги та пудинги. Bell's Weekly Messenger запитав: «ДДе та домогосподарка, яка буде задоволена без копії?»

### Крим

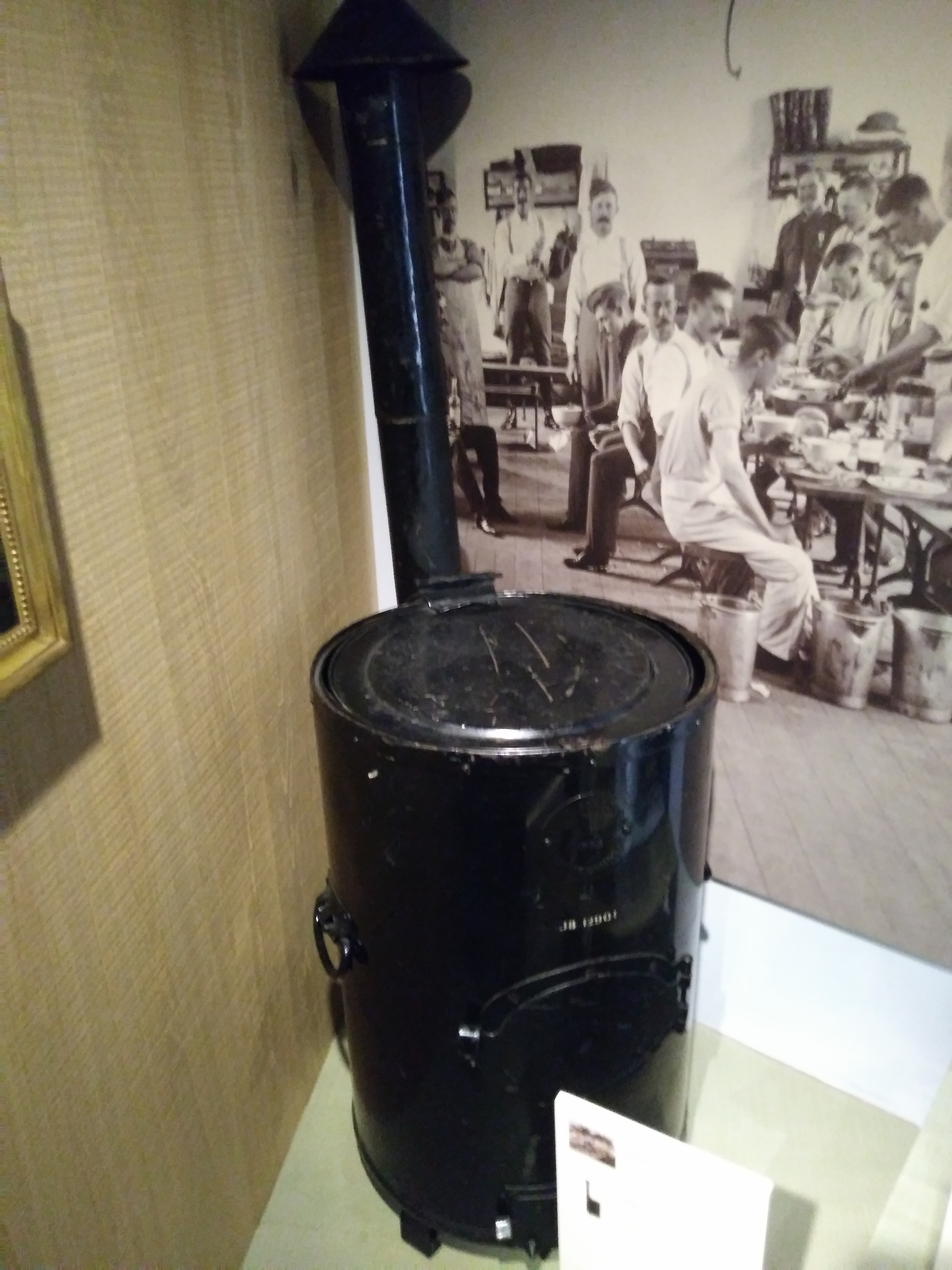
Польова піч Соєра

У 1855 році повідомлення про умови, описані істориком Роджером Свіфтом як «жахливі злидні», яких пережили британські солдати під час Кримської війни, викликали обурення в пресі. Прочитавши в The Times те, що Ковен називає «нестатками, яких зазнали війська», яких «мучили хвороби та майже голод», Соєр запропонував уряду свої послуги за власний кошт. Пропозиція була прийнята, і він відправився до Скутарі та Константинополя, реформуючи харчування в тамтешніх лікарнях. Потім з Флоренс Найтінгейл він відправився до Балаклави та Севастополя та реорганізував забезпечення польових госпіталів, а також займався приготуванням їжі для четвертої дивізії армії.
До цього часу солдати мали щоденну норму в фунт м'яса та фунт хліба, і повинні були самі носити та готувати їжу. Невігластво призводило до недоготування їжі та масових харчових отруєнь. Соєр вирішив, що кожен полк повинен мати кваліфікованого кухаря, озброєного книгою простих рецептів, яку він склав спеціально для цієї мети. Він взяв із собою невелику команду кухарів, яких відправив навчати відібраних солдатів. Армія назавжди перейняла його методику, що призвело до призначення полкових кухарів, а згодом, у 1941 році, до створення Корпусу армійського харчування.
Перед від'їздом з Лондона Соєр розробив польові печі, які надіслав йому для використання на табірних кухнях. Це були кінні котли, які могли готувати їжу незалежно від того, була армія на місці чи в русі. Вони виявилися настільки ефективними та економічними, що армія понад століття використовувала їх із пізнішими модифікаціями. Найтінгейл писав про них: «Плити Соєра варять, тушкують, запікають і готують на пару, коротше кажучи, роблять усе, окрім грилю, забезпечуючи те різноманітне приготування їжі, яке є важливим для здоров'я». Внесок Соєра у військові дії приніс йому подальшу популярність у Британії.
У травні 1857 року Соєр повернувся до Лондона. Він опублікував «Кулінарну кампанію», розповідаючи про свій досвід у Криму та свою реформу армійського харчування. Він включив розділ рецептів для військової або морської кухні, наприклад «Посолити м'ясо для п'ятдесяти чоловіків», «Посолити свинину з гороховим пюре для ста чоловіків» і «По-о-фе, табірна мода». У березні 1858 року він читав лекції в Об'єднаному службовому закладі з кулінарії для армії та флоту. Тоді його попросили спроєктувати нові кухні для існуючих Веллінгтонських казарм.

### Смерть
Перебуваючи в Криму, Соєр тяжко хворів на дизентерію та кримську лихоманку (форму бруцельозу). Після повернення до Лондона його здоров'я залишалося хитким, але він проігнорував поради лікарів відпочити (і відмовитися від алкоголю, яким він здавна насолоджувався). У липні 1858 року він зміг бути присутнім на офіційному відкритті кухонь, які він спроектував для Веллінгтонських казарм, але після цього швидко відмовився. На початку серпня у нього стався інсульт, і він помер у своєму будинку в Сент-Джонс-Вуд 5 серпня 1858 року у віці 48 років. Його поховали на кладовищі Кенсал-Грін під вишуканим меморіалом, який він спорудив своїй дружині, похованій там шістнадцять років тому. У некролозі газета The Illustrated London News прокоментувала: «Немає жодних сумнівів, що зерна його хвороби були посіяні в Криму, оскільки відтоді, як він хворів, і перенапружений розум привів до могили людину, яка світ не може дозволити собі програти».

## Спадщина
Стилі приготування їжі змінилися з часів Соєра, і, за винятком його баранячих котлет Reform, його рецепти рідко з'являються в сучасних меню. Його головна спадщина полягає в його радикальному дизайні кухонь «Клубу реформ» та інших місцях, що призвело до значних покращень умов, у яких доводилося працювати кухарям. Досі навіть найпрестижніші шеф-кухарі, такі як Carême, працювали на задимлених і нездорових кухнях. Військова піч Соєра з пізнішими модифікаціями використовувалася британською армією під час обох світових війн і після них.
Книги Соєра залишаються цінними істориками як їжі, так і соціальної історії. Це:
| книга                                                                                 | Підзаголовок |
| ------------------------------------------------------------------------------------- | --- |
| Délassements culinaires (French) . London: Simpkin and Marshall. 1845. OCLC 26724475. | |
| The Gastronomic Regenerator. London: Simpkin and Marshall. 1846. OCLC 1505372.        | Спрощена та абсолютно нова система кулінарії з майже двома тисячами практичних рецептів, пристосованих до доходів усіх класів |
| Soyer's Charitable Cookery. Dublin: Hodges and Smith. 1847. OCLC 503994259.           | Або «Регенератор бідняка». |
| The Modern Housewife or Ménagère. London: Simpkin and Marshall. 1849. OCLC 13360438.  | Містить майже тисячу рецептів для економного та розумного приготування кожного прийому їжі протягом дня: разом з рецептами для дитячої кімнати та лікарняної палати, а також докладні вказівки щодо управління сім'єю у всіх її галузях. |
| The Pantropheon. London: Simpkin and Marshall. 1852. OCLC 1159842499.                 | Або, Історія їжі та її приготування від найдавніших часів світу |
| A Shilling Cookery Book for the People. London: Routledge. 1854. OCLC 1157227860.     | Впровадження абсолютно нової системи приготування їжі та ведення домашнього господарства |
| A Culinary Campaign. London: Routledge. 1857. OCLC 669949611.                         | Історичні спогади про пізню війну: з простим мистецтвом кулінарії для військових і цивільних установ, армії, флоту, громадськості тощо                                                                                                   |